# Roman Pučelík
Roman Pučelík (* 17. února 1969) je bývalý český fotbalista, záložník. Po skončení aktivní kariéry působil jako trenér u mládežnické reprezentace.

## Fotbalová kariéra
V československé a české lize hrál za Bohemians Praha, SK Hradec Králové, FK Dukla Praha, FK Viktoria Žižkov a FC Dukla Příbram. Nastoupil v 34 utkáních. Od roku 2016 nastupuje v 1. Hanspaulské lize za tým Berušky a hraje za staré pány (stará garda) Chocerady. V současné době má i funkci fyzioterapeuta Edwina Mahra.

## Ligová bilance
| Ročník                                   | Zápasy | Góly | Klub               |
| ---------------------------------------- | ------ | ---- | ------------------ |
| 1. československá fotbalová liga 1988/89 | 3      | 0    | Bohemians Praha    |
| 1. československá fotbalová liga 1990/91 | 1      | 0    | SK Hradec Králové  |
| 1. československá fotbalová liga 1991/92 | 10     | 0    | FK Dukla Praha     |
| 1. česká fotbalová liga 1993/94          | 7      | 0    | FK Viktoria Žižkov |
| Gambrinus liga 1997/98                   | 13     | 0    | FC Dukla Příbram   |
| CELKEM                                   | 34     | 0    |                    |